# تشارلز كوفمان
تشارلز كوفمان (بالإنجليزية: Charles Kaufman)‏ هو معلم موسيقى أمريكي، ولد في 29 نوفمبر 1928 في مانهاتن في الولايات المتحدة، وتوفي في 17 مارس 2016 في هيلزديل في الولايات المتحدة.